# 三股町
三股町（日语：／ Mimata chō */?）是位於日本宮崎縣南部的一個城鎮，屬北諸縣郡。

## 歷史
在德川時代屬於薩摩藩，明治初期設置戶長役場。
原本在2003年1月與北諸縣郡其他四町共同組成「北諸地域任意合併協議會」，最初計畫合併為新的城市，但在同年5月都城市加入合併協議會，使得合併方向並成北諸縣郡與都城市的合併，因此三股町退出合併協議會。2006年1月1日北諸縣郡其他四町與都城市完成合併，使得三股町成為北諸縣郡僅存的行政區。

### 年表
- 1889年5月1日：實施町村制，設置三股村。
- 1948年5月3日：改制為三股町。[1]

## 教育

### 高等學校
私立
- 都城東高等學校

## 交通

### 鐵道
- 九州旅客鐵道
  - 日豐本線：餅原車站 - 三股車站

## 本地出身之名人
- 湯場忠志：職業拳擊選手
- 轟木利治：日本參議院議員

## 外部連結
- （日語） 三股町商工會（页面存档备份，存于）
- OpenStreetMap上有關三股町的地理